# متنزه المحفار (تنومة)
متنزّه المحفار، يقع في الجهة الغربية من مدينة تنومة الشهيرة بطبيعتها الخلابة، يتميز المتنزّه بمناخ رائع حيث أنه يعتدل طوال أيام العام في جميع الفصول الأربعة، حيث في فصل الشتاء يحدث قلة في البرودة ولكنها قليلة ليست مزعجة أو مثيرة للقلق بالإضافة إلى وجود بعض الضباب الكثافة المنخفضة التي تؤثر على الرؤية في بعض الأحيان، أما في فصل الصيف فإنه يعتبر مناخ معتدل و مميز ليس قارص البرودة في الليل و لا حارق الحرارة في النهار حيث يمكن به قضاء العديد من الأوقات المختلفة والتي يتمتع بها العديد من السائحين، والسبب وراء عدم حدية المناخ ومحافظته على أن يكون معتدلًا طوال أيام العام هو بسبب انخفاض وادي تنومة الشهير والذي بدوره يوجد في قلب مجموعة من السلاسل الجبلية العملاقة التي تلتف حول الوادي وتختلف فيما بينها من حيث الطول والحجم والضخامة.

## المتنزّه من الداخل
أشهر ما يوجد داخل المتنزّه هو الغابات التي تتميز بكثافة أشجارها وتشابكها التي من أهمها أشجار الطلح والعرعر والزيتون البري، بالإضافة إلى العديد من النباتات العطرية و البهار الشهيرة التي من أهمها الريحان والبرك والشيح و بعض أنواع الورود أيضًا. كما يحتوي متنزّه المحفار بين أسواره على مجموعة من السلاسل الجبلية التي لها منظر طبيعي خلاب ورائع حيث ينتشر عليها العديد من النباتات التي تقوم بتغطيتها بالكامل لتعطي مظهر جذاب فريد من نوعه.